# Ана Пиксиадес
Ана Пиксиадес (svk. Anna Pixiadesová; Кисач, 6. април 1924 — Братислава, 11. јул 2004) била је словачка ликовна уметница, ликовни педагог и илустратор.

## Биографија
Ана Пиксиадес била је једна од најистакнутијих и најугледнијих професионалних уметника војвођанских Словака друге половине 20. века.
Завршила је Школу за примењене уметности у Херцег Новом 1955. године, а од 1956. до 1958. свој уметнички таленат усавршавала је на Академији ликовних уметности у Прагу у класи професора Макса Швабинског, попут Зуске Медвеђове пре ње.
Прву самосталну изложбу имала је 1956. године у Словачком Народном музеју у Бачком Петровцу, а годину дана касније уследиле су самосталне изложбе у Кисачу, Арадцу и Падини. Први пут се представила чехословачкој публици у Братислави 1958. године (Галерија Dielo - Словачки фонд ликовних уметности) и у Мартину. Интензивна изложбена активност наставила се у Улцињу, Пули, Старој Пазови, Вршцу, Београду, итд.
Године 1967. поново је посетила Чехословачку и организовала низ изложби (Пјештјани, Сењица, Мартин, Банска Бистрица, Тренчин, Партизанске). И следеће, 1968. године, излаже у Чехословачкој (Брезова, Ходоњин и Праг).
Од самосталних изложби у иностранству треба издвојити Бон (Landesmuseum) 1973. године и Палм Бич (Galeria of Sculpture) 1979. године.
Од самосталних изложби у земљи посебно се истичу изложбе у Музеју примењене уметности у Београду, 1968. и 1972. године, као и изложба у Уметничкој галерији Културног центра Београда 1981. године.
Када су у питању заједничке изложбе скоро сваке године од 1969. Пиксиадес је излагала у Музеју примењене уметности у Београду, а касније је била редовни учесник престижног београдског Октобарског салона. Године 1979. њени радови су уврштени у репрезентативну изложбу Савремена југословенска таписерија и стакло.
Чланица Удружења ликовних уметника примењених уметности и дизајнера Србије (УЛУПУДС) постала је 1955. године.
Највећи део живота провела је у Београду као слободна уметница (имала је атеље наспрам Железничке станице, на Тргу Братства и јединства 9/V), али је радила и као ликовни педагог (Гимназија „Јан Колар” у Бачком Петровцу) и илустраторка часописа Naši pionieri (Наши пионири). Последњих десет година живота живела је у Братислави, где је и умрла 11. јула 2004. године.

## Галерија
- Plachetnice (Једрилице), линорез (1955)
- Krajinka (Пејзаж), линорез (1955)
- Девојка у народној ношњи, линорез
- Mučená (Измучена), линорез (1956)
- Parádnica (Упарађена девојка), линорез (1955)
- Konavljanky na trhu (Конављанке на пијаци), линорез у боји (1955)